# Jutrzenka (Adelsgeschlecht)

Wappen derer von Jutrzenka

Jutrzenka (deutsch Morgenstern) ist der Name eines ursprünglich kaschubischen Adelsgeschlechts aus Hinterpommern.

## Familienname
Neben zahlreichen historischen, häufig phonetischen Schreibweisen des Geschlechtsnamens wie: Genderzika, Gendrecka, Genzdrecka, Genzdzeka, Gitrsincki, Gitrsinka, Gitrsinki, Gitrssinki, Gittersink, Gittersinka, Gittersinki, Guntersincki, Güntersinecke, Guntersinka, Guntersinki, Gunthersincke, Guterschenka, Guterzenca, Gutrczenka, Gutrtzencke, Interzenki, Itaziencke, Itsenka, Iutrce, Jestrenski, Jetrzenka, Jetrzunski, Jettzynka, Jitrzanke, Jtrtzsencke, Justrinski, Jutcrenka, Juterczenka, Juterschenke, Juterzenka, Jutrzanki, Jutrzencka, Jutrzencke, Jutrzenki, Jutrzonka, Jutrzschentcke, Jutsencke, Jutzenke und Jutzenscke wurde auch die deutsche Übersetzung Morgenstern als Name verwendet. Ebenso waren Kombinationen wie Jutrzenka von Morgenstern oder gemäß Güterbesitz Jutrzenka Gliszczynski nach Glisno und Jutrzenka Studzienski nach Studnice anzutreffen. Heute sind vor allem die Schreibweisen Juterczenka, Juterzenka, Jutrzenka, Jutrzenka Trzebiatowski nach dem Stammgut sowie Morgenstern in Gebrauch.

## Geschichte und Verbreitung
Die Familie lässt sich auf Simon Gendrecka zurückführen, welcher gemeinsam mit den adligen Balzer Smuda, Greger Mlotk, Simon Recka, Olbrecht Pancke und Greger Chammer am 9. Januar 1515 von Herzog Bogislaw X. von Pommern zu Alten Stettin das Dorf Trzebiatkow mit 33 Hufen Land geschenkt bekam.
Ab etwa 1700 lässt sich für jeweils einzelne Linien der Familie eine durchgängige Stammreihe darstellen. Die Familie breitete sich in Hinterpommern, West- und Ostpreußen aus. Mit Troppau und Wien wurden zwei Zweige in Österreich-Ungarn sesshaft. Heute besteht die Familie in Deutschland und Polen in mehreren Häusern.
An den Stifter der späteren Linie Wendisch Silkow erging 1799 die preußische Adelsanerkennung. Hierher gehören die Brüder Ferdinand von Morgenstern (1873–1958), preußischer Chemiker, Stifter der Dr. von Morgenstern Schulen und Eberhard Jutrzenka von Morgenstern (1877–1935), Berliner Amts- und Landgerichtsrat, sowie Hermann von Morgenstern (1941–2012), Schiffskapitän, Dozent an der Seefahrtschule in Hamburg. Diese Linie ist erloschen.

### Güterbesitz
Trzebiatkow im Kreis Bütow sollte über 300 Jahre das Stammgut der Familie bleiben. 1606 besaßen die Jutrzenka 10 Höfe am Gut. In den Jahren 1630–1638 scheint noch einmal der gesamte Anteilsbesitz bei einem Angehörigen, Matthias Jutrzenka versammelt gewesen zu sein, er ließ sich den Besitz zu Trzebiatkow am 20. Juni 1638 von König Wladislaw IV. in Warschau konfirmieren. Der letzte dortige Gutsanteilsbesitz (E) wurde am 12. September 1829 von Friedrich Karl von Jutrzenka (1800–1840) bzw. (A) am 14. Februar 1833 von Carl Jakob von Jutrzenka (1806–1862) verkauft.
Weiterhin machten sich die Jutrzenka bereits in den Jahren 1603 in Zemmen sowie 1694 in Studnitz, beide im Kreis Bütow, besitzlich. Die Familie expandierte ebenfalls bereits im 18. Jahrhundert nach Glisno, Prondzonna, Kiedrau, Lonken und Adlig Briesen, alle im Kreis Schlochau gelegen. Angehörige der Familie erwarben spätestens 1781 in Wyssoka-Saborska, 1794 in Chosnitz im Kreis Karthaus, 1703 in Reckow, 1730 in Czarndamerow, 1754 in Groß Platenheim und vor 1756 in Groß Gustkow alle im Kreis Bütow gelegen und spätestens 1791 in Georgendorf im Kreis Rummelsburg Gutsanteile bzw. Grund- oder Pachtbesitz. Noch weiterhin besaßen Angehörige die Güter: Ziegenwerder, Clausburg im Kreis Saatzig und Karlsberg im Kreis Randow (1783–1791), ab 1794 Altmühl im Kreis Neustettin, ab 1801 Wendisch Silkow im Kreis Stolp, ab 1820 pfandweise Neu Schwessin im Kreis Rummelsburg, ab 1828 (mutmaßlich) Domnau bei Friedland und um 1829 Groß Bartel im Kreis Berent sowie nach 1847 Groch im Kreis Thorn. 1863 war Robert von Jutrzenka Mühlbesitzer in Guttendorf im Cillier Kreis und 1902 war Josef von Jutrzenka Grundbesitzer in Schwansdorf im Herzogtum Troppau Letzter Gutsanteilbesitzer der Familie und gleichzeitig Amtsvorsteher in Groß Gustkow war Paul Albert von Jutrzenka (1882–1953).

### Militär
Spätestens seit 1728 haben Söhne des Geschlechts in der preußischen Armee gedient. Insbesondere im letzten Drittel des 18. Jahrhunderts standen insbesondere die bütowschen Jutrzenka, neben den Schmude exemplarisch für den Zustrom von Offiziersschüler die Preußische Armee. Letztlich stellte die Familie über 20 Offiziere in der Preußischen Armee bis zu deren Auflösung im Jahr 1918. Wenigstens drei dieser Offiziere erreichten den Rang eines preußischen Majors oder waren Kompaniechef. So Georg von Jutrzenka (1758–1826) aus Groß Gustkow, Major im Regiment Nr. 47 v. Grawert und Johann Mathias von Jutrzenka (1773–1819) aus Trzebiatkow, Major und Kompaniechef im 15. Infanterie-Regiment. Neben anderen Verwandten dienten beide mit Auszeichnung in den Befreiungskriegen. Zwei Weiteren wurde der höchste preußische Orden, der Pour le Mérite verliehen. Das waren 1793 der junge Fähnrich Andreas Franz von Jutrzenka († 1795 am Rhein) und 1778 der Hauptmann Carl Jakob von Jutrzenka-Morgenstern (1745–1789).
Bisher unbestätigt bleibt die postulierte Familienzugehörigkeit von Carl von Morgenstern (1781–1839), preußischer Major und Kompaniechef der Garnisonkompanie der 11. Division zu Silberberg, Inhaber des Eisernen Kreuzes II, des Wladimirordens IV. Klasse und des Dienstauszeichnungskreuzes.
Otto von Jutrzenka war 1916 k.u.k. Landsturmleutnant im Landsturm-Infanterieregiment Nr. 31.

## Wappen
Das der Wappengenossenschaft Księzyc (Mond[sichel]) zugehörige Wappen (1683) zeigt im gespaltenen Schild, rechts in Rot fünf goldene Sterne (1, 2, 2), links in Blau einen einwärts gekehrten besichteten silbernen Halbmond. Auf dem bekronten Helm mit rechts rot-goldenen und links blau-silbernen Decken drei goldene Ähren.
Varianten des Jutrzenka-Wappens:

Fast alle Angehörigen der Familie Jutrzenka führten in Abwandlungen dieses Wappen, welche unter anderem Mond und Sterne verwenden. Eine Legende besagt, dies seien Auszeichnungen, die die Träger der Księzyc-Wappen in den Türkenkriegen erhalten hätten. Bis 1683 soll das Stammwappen aus fünf Sternen im roten Felde bestanden haben.
Eine Ausnahme ist jenes des Michael Friedrich von Jutrzenka (1766–1812), Erbherr auf Trzebiatkow A, 1804: Schild geviert, in 1 und 4 eine gestielte Rose, in 2 und 3 ein Gabelkreuz. Auf dem bekronten Helm zwei Büffelhörner; Decken, Tingierung und Herkunft unbekannt.

## Angehörige
- Franz Wilhelm Jutrzenka von Trzebiatowski († 1816), 1796–1802 preußischer Landrat im Kreis Lentschitz (Łęczyca, Kammerdepartment Warschau, Südpreußen)
- Christoph Wilhelm von Jutrzenka, 1780–1784 Bürgermeister in Pitschen, 1785–1788 Ratsherr in Grottkau
- Alexander von Jutrzenka (1816–1894), mährisch-schlesischer Unternehmer
- Ferdinand von Morgenstern (1873–1958), preußischer Chemiker, Stifter der Dr. von Morgenstern Schulen
- Manfred von Juterczenka (1928–1997), Redakteur, Journalist und Auslandskorrespondent
- Janusz Jutrzenka Trzebiatowski (* 1936), polnischer Bildhauer, Maler, Bühnenbildner und Dichter
- Antoni Jutrzenka-Trzebiatowski (1938–2015), polnischer Biologe, Botaniker, Professor an der Universität Ermland-Masuren, Senator von 1989 bis 1991
- Karin Gilliam, geborene von Jutrzenka Trzebiatowski (* 1939), Malerin und Illustratorin
- Doris Holdorf, geborene von Jutrzenka (1941–2008), deutsche Handballspielerin

## Bürgerliche Namensträger
Einige bürgerliche Linien oder Tochterstämme firmieren in Kanada, den USA oder Deutschland neben dem Stammnamen Jutrzenka auch als Utronki oder Gittersonke, von Jutrzenka Trzebiatowski, von Jutrczenka, von Juterzenka-Kuhn oder Beyer von Morgenstern bzw. Beyer von Jutrzenka-Morgenstern.